# PayPal Park
O PayPal Park, anteriormente conhecido como Earthquakes Stadium e Avaya Stadium, é um estádio de futebol em San Jose, Califórnia, Estados Unidos e é a casa do San Jose Earthquakes da Major League Soccer. O estádio está localizado a oeste do Aeroporto Internacional de San José.
O Avaya Stadium foi inaugurado oficialmente em 27 de fevereiro de 2015 e tem uma capacidade de aproximadamente 18.000 pessoas. Foi patrocinado pela Avaya, com sede nas proximidades de Santa Clara. O estádio possui um teto de dossel e alguns dos assentos mais inclinados da Major League Soccer para proporcionar uma visão melhor. Além disso, a área atrás da meta nordeste abriga o maior bar ao ar livre da América do Norte, uma zona de fãs de dois acres e um placar de vídeo em frente e verso. As suítes e os assentos do clube estão localizados no nível do campo. O estádio faz parte de um empreendimento residencial de uso misto, varejo, P&D e hotel.
O estádio foi construído com dinheiro particular, sem dinheiro público fornecido pela cidade de San Jose. Além disso, Lewis Wolff, proprietário do San Jose Earthquakes, ofereceu-se para pagar pela manutenção do estádio por um período de 55 anos. A organização da equipe adiou inicialmente a data de conclusão para o meio da temporada 2014 da MLS, mas depois a atrasou novamente para a temporada 2015. O padrão de assentos inclui três tons diferentes de azul, além de vários assentos vermelhos para homenagear a história da NASL do clube. Além disso, o padrão contém a mensagem "Go EQ" escrita em binário.

## História e detalhes

### Planejamento inicial

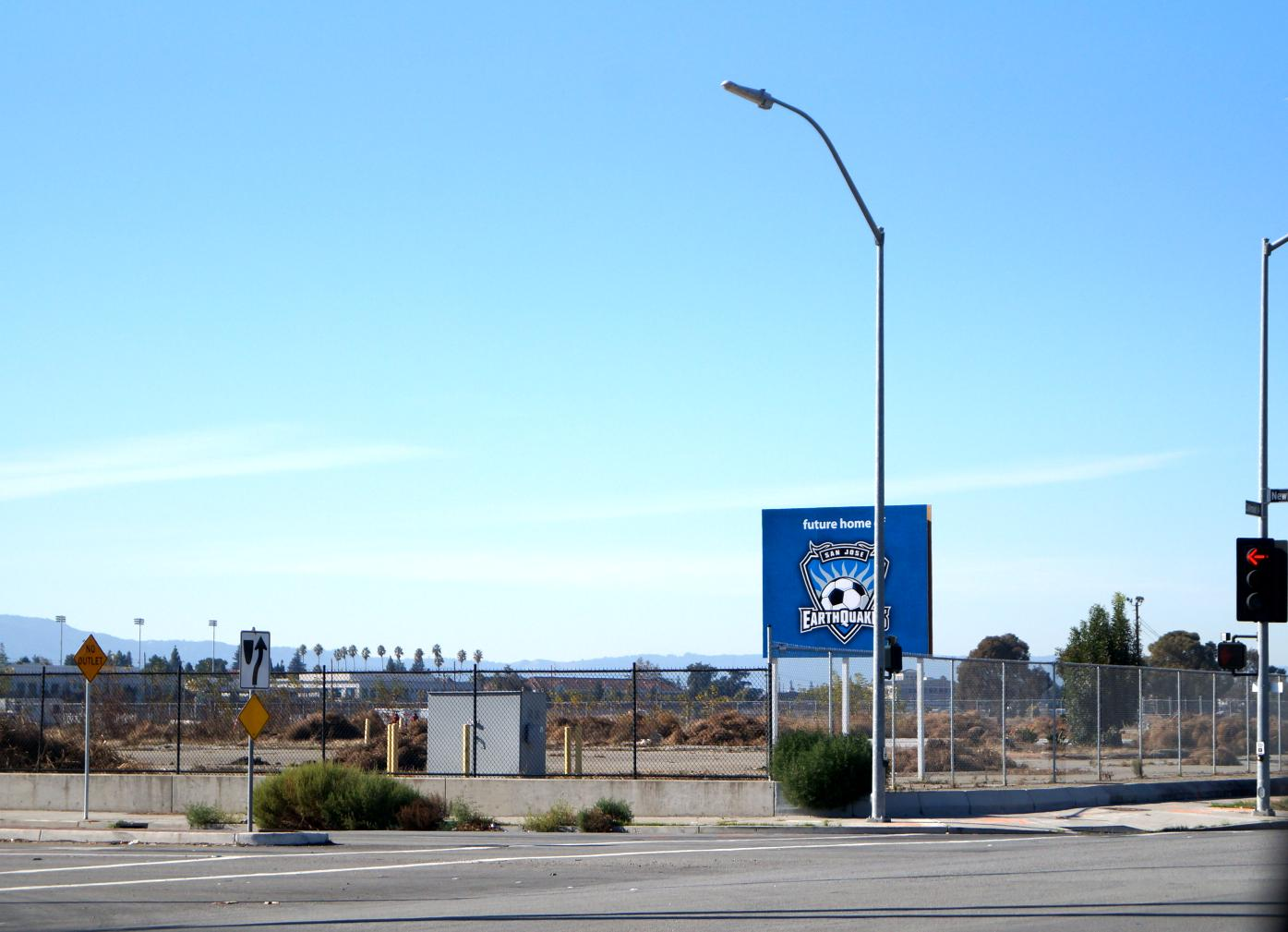
Local do estádio antes da construção

A proposta para o novo estádio dos Earthquakes foi apresentada à prefeitura de San Jose em junho de 2007. A proposta pedia que a cidade de San Jose rezoneasse uma parcela de terra industrial no distrito de Edenvale para usos residenciais. A parcela é de propriedade da iS tar Financial, mas os membros do grupo de proprietários dos Earthquakes possuíam uma opção de compra da terra. Rezonear a parcela aumentaria o valor da propriedade em aproximadamente US $ 80 milhões. A capacidade industrial do local seria transferida para as propriedades vizinhas, permitindo que esses locais aumentassem a densidade dos empreendimentos em suas terras, eliminando empreendimentos de nível único de geração inicial. Isso também preservaria a capacidade industrial da cidade na área de Edenvale. A opção no terreno seria então vendida e os recursos seriam usados para construir o estádio específico do futebol no oeste do aeroporto (anteriormente o terreno de uma instalação da FMC Corp. ) sem nenhum custo para a cidade. Além disso, Wolff e seus parceiros irão financiar e construir o desenvolvimento de uso misto adjacente ao estádio do próprio bolso.
Em 15 de abril de 2008, foi revelado que um acordo para vender o terreno no lado oeste do aeroporto ao grupo liderado pela propriedade dos terremotos havia sido alcançado. O grupo de proprietários pagaria US $ 132 milhões por 66 acre(s)s (270 000 m2)   da área a oeste do aeroporto, terreno que San Jose comprou por US $ 81 milhões em 2005. O acordo foi aprovado após a votação de 21 de maio pelo conselho da cidade de San Jose. O preço de compra foi renegociado entre a cidade e o grupo acionário em abril de 2009 para contabilizar o valor perdido da terra devido à mudança econômica desde que o acordo original foi fechado. Além disso, os Earthquakes e seus parceiros reduziram o tamanho da terra comprada de 300,000 m2 (75 acres) do terreno para um menor de 260,000 m2 (65 acres) parcela, reduzindo ainda mais o preço de compra para US $ 89 milhões.
A compra do terreno na Airport West da cidade de San Jose pelo grupo de propriedade de Lewis Wolff também aliviou a cidade de US $ 7,5 milhões em serviços fiscais que a cidade estava pagando anualmente no local. O terreno já havia sido comprado pela cidade para uma possível expansão da infraestrutura do Aeroporto Internacional de San Jose. No entanto, em novembro de 2007, o aeroporto havia indicado que o terreno não é mais necessário em nenhum empreendimento atual ou projetado.
Em um artigo do San Jose Mercury News em agosto de 2009, Lew Wolff desistiu de reivindicar publicamente uma data definitiva de abertura de 2012 para o estádio até que um patrocinador dos direitos de nomenclatura pudesse ser encontrado e assinado.
As primeiras apresentações oficiais do estádio foram divulgadas ao público em 19 de setembro de 2009 pelo proprietário da equipe Lewis Wolff. O rezoneamento da propriedade foi aprovado em 16 de março de 2010 para permitir a construção do estádio.
Em abril de 2010, os Earthquakes concluíram a construção e abriram o Centro de Treinamento Nutrilite, incluindo um campo de treinamento adjacente ao terreno destinado ao novo estádio.
Em novembro de 2010, os donos do Earthquakes solicitaram à cidade de San Jose outra alteração na opção de compra do estádio. A emenda reduz o pagamento de opções não reembolsáveis à cidade em US $ 2 milhões a US $ 5 milhões, além de estender o período da opção de 2013 para 2015. Se a propriedade dos terremotos for encerrada anteriormente, ocorrerá uma redução de US $ 4 milhões em pagamentos de opções não reembolsáveis. Caso o clima econômico continue impedindo a implantação do estádio, a opção inclui disposições para a cidade considerar a possibilidade de permitir o varejo no local do estádio.
Em 20 de janeiro de 2011, os Earthquakes apresentaram um pedido de permissão de desenvolvimento à cidade.

### Construção
O San Jose Earthquakes realizou uma cerimônia de demolição no estádio em 3 de março de 2011 para iniciar uma demolição de doze semanas antes da construção. Em 14 de dezembro de 2011, a comissão de planejamento aprovou a permissão para a construção de estádios, que posteriormente foi apelada por residentes nas proximidades do local. Em 22 de fevereiro de 2012, a comissão ouviu a apelação e votou por unanimidade na rejeição da apelação e finalização da aprovação da licença de construção. A organização da equipe afirmou que ainda planeja abrir o estádio em 2014.
O início da construção do novo estádio ocorreu em 21 de outubro de 2012,  com 6.256 participantes cavando o solo, quebrando o recorde mundial anterior. Um juiz oficial do Guinness World Records estava no local para verificar o recorde.
O presidente dos Earthquakes, Dave Kaval, declarou em uma entrevista em fevereiro de 2013 que a construção do estádio começaria em 26 de fevereiro, com o estádio a caminho da conclusão no início de 2014.
No entanto, enquanto as equipes de construção demoliram e prepararam o local para a construção, eles descobriram três bunkers subterrâneos de concreto e várias centenas de estacas de concreto da fábrica anterior da FMC. Esses obstáculos fizeram com que a data de conclusão do estádio fosse adiada para julho de 2014.  Isso foi posteriormente revisado para uma data de conclusão programada para o início de 2015. A demolição, a classificação e os utilitários do site foram instalados em meados de setembro de 2013. Os próximos passos no processo foram o vazamento das fundações, seguido pela montagem do aço.
Os primeiros passos dados na construção da estrutura real do estádio ocorreram em 27 de setembro de 2013, quando ocorreu o despejo de concreto do edifício da equipe e dos vestiários. Isto foi seguido pelas fundações do estádio. As primeiras vigas de aço do estádio foram lançadas em 5 de novembro de 2013 e, em 28 de março de 2014, a viga final foi içada no local.
O primeiro dos 18.000 assentos foi instalado no estádio em 23 de setembro de 2014.
Em 19 de novembro de 2014, a Avaya foi confirmada como patrocinadora do novo estádio dos Earthquakes, oficialmente chamado Avaya Stadium.
Em 2 de dezembro de 2017, foi relatado que os Earthquakes procurariam um novo patrocinador do estádio após a temporada de 2018 devido ao atual patrocinador Avaya entrando com pedido de falência.
Em 2020, a PayPal e o San Jose Earthquakes assinaram um novo contrato de patrocínio e o estádio passa a se chamar PayPal Park.

## Esportes

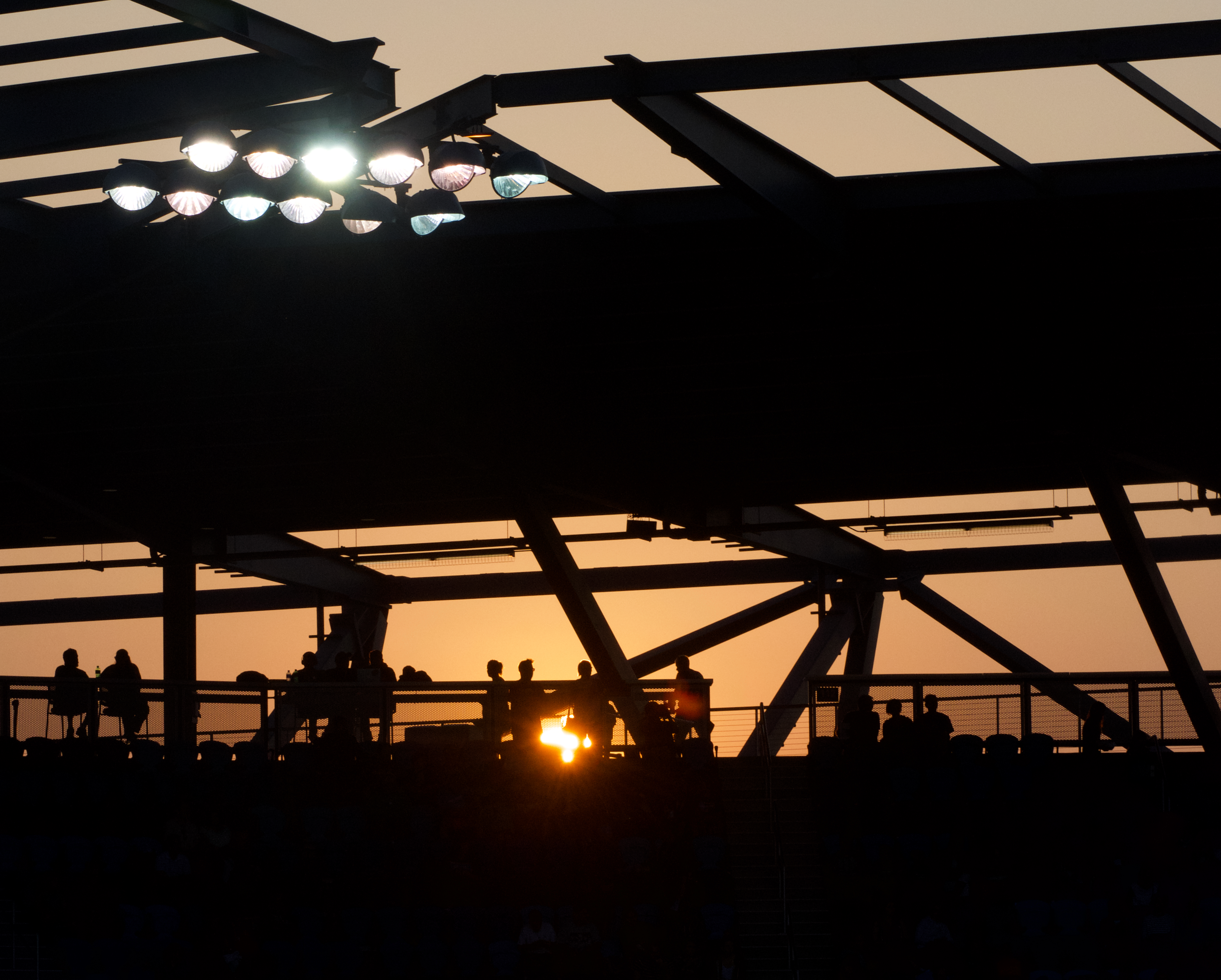
Pôr do sol durante uma partida de terremotos em 2017

O primeiro jogo no Avaya Stadium foi o jogo durante a pré-temporada de 2015 do San Jose Earthquakes contra o Los Angeles Galaxy em 28 de fevereiro de 2015, seguido pelo jogo de abertura da temporada regular do Earthquakes de 2015 contra o Chicago Fire em 22 de março de 2015.
Em 10 de maio de 2015, a seleção feminina de futebol dos Estados Unidos jogou sua primeira partida no estádio, em preparação a Copa do Mundo Feminina da FIFA 2015, derrotando a República da Irlanda por 3-0.
Em 2016, o Avaya Stadium sediou o MLS All-Star Game entre o MLS All-Stars e o Arsenal da Premier League, que venceu por 2 a 1.

### Rugby
O Avaya Stadium também foi projetado para receber partidas de rugby. A primeira partida de rugby do estádio foi dupla para a Copa do Mundo de Rugby das Nações do Pacífico em 18 de julho de 2015, entre o Canadá e o Japão, seguida pelos Estados Unidos e Samoa .

## Partidas internacionais

### Partidas masculinas
| Data                   | Equipe # 1     | Resultado | Equipe # 2 | Competição                                                          | Público |
| ---------------------- | -------------- | --------- | ---------- | ------------------------------------------------------------------- | ------- |
| 24 de março de 2017    | Estados Unidos | 6-0       | Honduras   | Qualificação Copa do Mundo da FIFA 2018 - Quinta rodada da CONCACAF | 17.729  |
| 2 de fevereiro de 2019 | Estados Unidos | 2-0       | Costa Rica | Amistoso                                                            | 13.656  |